# Bóng đá tại Đại hội Thể thao Đông Nam Á 2015
Giải bóng đá tại Đại hội Thể thao Đông Nam Á 2015 được tổ chức từ ngày 29 tháng 5 đến ngày 15 tháng 6 năm 2015 tại Singapore. Chỉ có nội dung bóng đá nam được tranh tài tại đại hội lần này, trong khi bóng đá nữ lần thứ hai trong vòng bốn năm không được đưa vào chương trình thi đấu. Độ tuổi tham dự giải là các cầu thủ U-23 (dưới 23 tuổi), không bao gồm các cầu thủ quá tuổi.

## Lịch thi đấu
Dưới đây là lịch thi đấu cho môn bóng đá.
| P | Vòng bảng | KM | Lễ khai mạc | ½ | Bán kết | B | Tranh huy chương đồng | F | Chung kết | BM | Lễ bế mạc |

| T6 29 | T7 30 | CN 31 | T2 1 | T3 2 | T4 3 | T5 4 | T6 5 | T7 6 | T7 6 | CN 7 | T2 8 | T3 9 | T4 10 | T5 11 | T6 12 | T7 13 | CN 14 | T2 15 | T2 15 | T3 16 |
| ----- | ----- | ----- | ---- | ---- | ---- | ---- | ---- | ---- | ---- | ---- | ---- | ---- | ----- | ----- | ----- | ----- | ----- | ----- | ----- | ----- |
| P     | P     | P     | P    | P    | P    | P    |      | P    | KM   | P    | P    | P    | P     | P     |       | ½     |       | B     | F     | BM    |

## Địa điểm
Ba địa điểm đã được sử dụng để tổ chức các trận đấu bóng đá tại đại hội lần này. Sân vận động Jalan Besar và sân vận động Bishan là nơi tổ chức các trận đấu vòng bảng, trong khi các trận bán kết, tranh huy chương đồng và huy chương vàng được tổ chức tại Sân vận động Quốc gia ở Kallang.
| Singapore                       | Singapore                | Singapore           |
| ------------------------------- | ------------------------ | ------------------- |
| Sân vận động Quốc gia Singapore | Sân vận động Jalan Besar | Sân vận động Bishan |
| Sức chứa: 55.000                | Sức chứa: 8.000          | Sức chứa: 4.200     |
| Singapore National Stadium      | Jalan Besar Stadium      | Bishan Stadium      |

## Các quốc gia tham dự
Tổng cộng 220 vận động viên đến từ 11 quốc gia đã tham dự nội dung bóng đá nam tại Đại hội Thể thao Đông Nam Á 2015.
- Brunei (30)
- Campuchia (22)
- Indonesia (20)
- Lào (26)
- Malaysia (29)
- Myanmar (30)
- Philippines (29)
- Singapore (28)
- Thái Lan (29)
- Đông Timor (23)
- Việt Nam (27)

## Đội hình
Các cầu thủ sinh từ ngày 1 tháng 1 năm 1992 trở về sau có đủ điều kiện tham dự giải đấu này. Mỗi đội tuyển được phép đăng ký tối đa 20 cầu thủ, và phải hoàn tất danh sách cuối cùng một ngày trước khi trận đấu đầu tiên diễn ra.

## Bốc thăm
Lễ bốc thăm cho giải đấu diễn ra vào lúc 15:00 (UTC+8) ngày 15 tháng 4 năm 2015 tại Trung tâm thể thao Singapore ở Singapore. 11 đội tuyển trong giải đấu nam được bốc thăm chia thành hai bảng, một bảng năm đội và một bảng sáu đội. Các đội tuyển được xếp vào năm nhóm hạt giống dựa theo thành tích tại hai kỳ đại hội gần nhất. Đương kim vô địch Thái Lan và chủ nhà Singapore được xếp vào nhóm hạt giống số 1.
Chủ nhà Singapore được quyền chọn bảng đấu và đã quyết định lựa chọn bảng A gồm năm đội.
| Nhóm 1                       | Nhóm 2               | Nhóm 3             | Nhóm 4          | Nhóm 5                            |
| ---------------------------- | -------------------- | ------------------ | --------------- | --------------------------------- |
| Singapore (H) · Thái Lan (C) | Indonesia · Malaysia | Việt Nam · Myanmar | Campuchia · Lào | Philippines · Brunei · Đông Timor |

## Vòng bảng
Hai đội đứng đầu mỗi bảng lọt vào vòng bán kết.
Các tiêu chí
Các đội được xếp hạng theo điểm (3 điểm cho 1 trận thắng, 1 điểm cho 1 trận hòa và 0 điểm cho 1 trận thua), và nếu bằng điểm, các tiêu chí sau đây sẽ được áp dụng theo thứ tự, để xác định thứ hạng:
1. Điểm trong các trận đối đầu trực tiếp giữa các đội bằng điểm;
2. Hiệu số bàn thắng thua trong các trận đối đầu trực tiếp giữa các đội bằng điểm;
3. Số bàn thắng ghi được trong các trận đối đầu trực tiếp giữa các đội bằng điểm;
4. Nếu có nhiều hơn hai đội bằng điểm, và sau khi áp dụng tất cả các tiêu chí đối đầu ở trên, một nhóm nhỏ các đội vẫn còn bằng điểm nhau, tất cả các tiêu chí đối đầu ở trên được áp dụng lại cho riêng nhóm này;
5. Hiệu số bàn thắng thua trong tất cả các trận đấu bảng;
6. Số bàn thắng ghi được trong tất cả các trận đấu bảng;
7. Sút luân lưu nếu chỉ có hai đội bằng điểm và gặp nhau ở lượt trận cuối cùng của bảng;
8. Điểm kỷ luật (thẻ vàng = –1 điểm, thẻ đỏ gián tiếp (hai thẻ vàng) = –3 điểm, thẻ đỏ trực tiếp = –3 điểm, thẻ vàng và thẻ đỏ trực tiếp = –4 điểm);
9. Bốc thăm.

### Bảng A
| VT | Đội           | ST | T | H | B | BT | BB | HS | Đ  | Giành quyền tham dự     |
| -- | ------------- | -- | - | - | - | -- | -- | -- | -- | ----------------------- |
| 1  | Myanmar       | 4  | 3 | 1 | 0 | 14 | 7  | +7 | 10 | Vòng đấu loại trực tiếp |
| 2  | Indonesia     | 4  | 3 | 0 | 1 | 11 | 5  | +6 | 9  | Vòng đấu loại trực tiếp |
| 3  | Singapore (H) | 4  | 2 | 0 | 2 | 5  | 4  | +1 | 6  |                         |
| 4  | Campuchia     | 4  | 1 | 1 | 2 | 8  | 13 | −5 | 4  |                         |
| 5  | Philippines   | 4  | 0 | 0 | 4 | 2  | 11 | −9 | 0  |                         |

| Philippines | 0–1      | Singapore  |
| ----------- | -------- | ---------- |
|             | Chi tiết | Sheikh 45' |

| Myanmar                                                   | 4–2      | Indonesia               |
| --------------------------------------------------------- | -------- | ----------------------- |
| Shine Thura 21' · Sithu Aung 38', 54' · Kyaw Zin Lwin 66' | Chi tiết | Abduh 45+2' · Ahmad 70' |

| Campuchia                               | 3–1      | Philippines |
| --------------------------------------- | -------- | ----------- |
| Udom 30' · Sokpheng 41' · Vathanaka 80' | Chi tiết | Salenga 53' |

| Singapore         | 1–2      | Myanmar                        |
| ----------------- | -------- | ------------------------------ |
| Faris 33' (ph.đ.) | Chi tiết | Nay Lin Tun 24' · Ye Ko Oo 60' |

| Indonesia                                                  | 6–1      | Campuchia        |
| ---------------------------------------------------------- | -------- | ---------------- |
| Muchlis 12', 64', 74' · Ahmad 36' · Wiwan 85' · Evan 90+3' | Chi tiết | Udom 55' (ph.đ.) |

| Philippines | 1–5      | Myanmar                                                                                    |
| ----------- | -------- | ------------------------------------------------------------------------------------------ |
| Shirmar 18' | Chi tiết | Nay Lin Tun 21' · Shine Thura 46' · Ye Win Aung 61' · Sithu Aung 69' · Kyaw Zin Lwin 90+1' |

| Campuchia     | 1–3      | Singapore                               |
| ------------- | -------- | --------------------------------------- |
| Vathanaka 56' | Chi tiết | Safirul 45+1' · Faris 45+2' · Sahil 90' |

| Indonesia    | 2–0      | Philippines |
| ------------ | -------- | ----------- |
| Evan 3', 13' | Chi tiết |             |

| Myanmar                                              | 3–3      | Campuchia                           |
| ---------------------------------------------------- | -------- | ----------------------------------- |
| Thiha Zaw 52' · Kaung Sat Naing 89' · Sithu Aung 90' | Chi tiết | Sokpheng 27', 54' · Vathanaka 45+4' |

| Singapore | 0–1      | Indonesia |
| --------- | -------- | --------- |
|           | Chi tiết | Evan 46'  |

### Bảng B
| VT | Đội        | ST | T | H | B | BT | BB | HS  | Đ  | Giành quyền tham dự     |
| -- | ---------- | -- | - | - | - | -- | -- | --- | -- | ----------------------- |
| 1  | Thái Lan   | 5  | 5 | 0 | 0 | 16 | 1  | +15 | 15 | Vòng đấu loại trực tiếp |
| 2  | Việt Nam   | 5  | 4 | 0 | 1 | 17 | 4  | +13 | 12 | Vòng đấu loại trực tiếp |
| 3  | Malaysia   | 5  | 3 | 0 | 2 | 7  | 7  | 0   | 9  |                         |
| 4  | Lào        | 5  | 2 | 0 | 3 | 6  | 13 | −7  | 6  |                         |
| 5  | Đông Timor | 5  | 1 | 0 | 4 | 4  | 10 | −6  | 3  |                         |
| 6  | Brunei     | 5  | 0 | 0 | 5 | 2  | 17 | −15 | 0  |                         |

| Brunei | 0–6      | Việt Nam |
| ------ | -------- | --- |
|        | Chi tiết | Lê Thanh Bình 24' · Trần Phi Sơn 47' · Mạc Hồng Quân 75' · Phạm Đức Huy 78' · Nguyễn Công Phượng 82' · Phạm Mạnh Hùng 89' |

| Lào | 0–6      | Thái Lan                                                        |
| --- | -------- | --------------------------------------------------------------- |
|     | Chi tiết | Narubadin 10' · Chananan 19', 47', 62' (ph.đ.), 74' · Nurul 38' |

| Malaysia        | 1–0      | Đông Timor |
| --------------- | -------- | ---------- |
| Saarvindran 12' | Chi tiết |            |

| Brunei    | 1–2      | Lào                              |
| --------- | -------- | -------------------------------- |
| Azwan 68' | Chi tiết | Phoutthasay 11' · Soukchinda 74' |

| Thái Lan     | 1–0      | Đông Timor |
| ------------ | -------- | ---------- |
| Rungrath 44' | Chi tiết |            |

| Việt Nam                                                                                                  | 5–1      | Malaysia    |
| --- | -------- | ----------- |
| Mạc Hồng Quân 15' (ph.đ.) · Nguyễn Công Phượng 45+1', 53' · Võ Huy Toàn 47' (ph.đ.) · Nguyễn Văn Toàn 80' | Chi tiết | Syahrul 78' |

| Đông Timor            | 2–1      | Brunei           |
| --------------------- | -------- | ---------------- |
| Neto 23' · Helber 74' | Chi tiết | Faiq 68' (ph.đ.) |

| Malaysia | 0–1      | Thái Lan   |
| -------- | -------- | ---------- |
|          | Chi tiết | Sarach 81' |

| Việt Nam              | 1–0      | Lào |
| --------------------- | -------- | --- |
| Nguyễn Thanh Hiền 65' | Chi tiết |     |

| Thái Lan                                                    | 5–0      | Brunei |
| ----------------------------------------------------------- | -------- | ------ |
| Chenrop 18', 30' · Thitipan 52' · Tristan 70' · Nurul 90+4' | Chi tiết |        |

| Đông Timor | 0–4      | Việt Nam                                                                  |
| ---------- | -------- | ------------------------------------------------------------------------- |
|            | Chi tiết | Trần Phi Sơn 12' · Mạc Hồng Quân 51' · Quế Ngọc Hải 57' · Võ Huy Toàn 61' |

| Brunei | 0–2      | Malaysia                  |
| ------ | -------- | ------------------------- |
|        | Chi tiết | Nurridzuan 71' · Adam 76' |

| Đông Timor                       | 2–3      | Lào                                               |
| -------------------------------- | -------- | ------------------------------------------------- |
| Frangcyatma 22' · Henrique 90+1' | Chi tiết | Bounthavy 27' · Phoutthasay 46' · Khonesavanh 67' |

| Việt Nam          | 1–3      | Thái Lan                                         |
| ----------------- | -------- | ------------------------------------------------ |
| Lê Thanh Bình 90' | Chi tiết | Pakorn 22' · Thitiphan 63' (ph.đ.) · Tristan 77' |

| Lào            | 1–3      | Malaysia                                |
| -------------- | -------- | --------------------------------------- |
| Soukchinda 23' | Chi tiết | Syafiq 41' · Ridzuwan 71' · Syahrul 81' |

## Vòng đấu loại trực tiếp
Trong vòng đấu loại trực tiếp, nếu một trận đấu có kết quả hòa sau 90 phút:
- Tại trận tranh huy chương đồng, sẽ không thi đấu hiệp phụ, trận đấu được quyết định bằng loạt sút luân lưu.
- Tại trận bán kết và trận chung kết, sẽ tổ chức thi đấu hiệp phụ. Nếu kết quả vẫn hòa sau hiệp phụ, loạt sút luân lưu sẽ được sử dụng để xác định đội thắng.[7]

### Sơ đồ
|  | Bán kết              | Bán kết  |                            |   | Trận tranh huy chương vàng | Trận tranh huy chương vàng |
|  |                      |          |                            |   |                            |                            |
|  | 13 tháng 6 – Kallang |          |                            |   |                            |                            |
|  |                      |          |                            |   |                            |                            |
|  | Myanmar              | 2        |                            |   |                            |                            |
|  | Myanmar              | 2        | 15 tháng 6 – Kallang       |   |                            |                            |
|  | Việt Nam             | 1        |                            |   |                            |                            |
|  | Việt Nam             | 1        | Myanmar                    | 0 |                            |                            |
|  | 13 tháng 6 – Kallang |          | Myanmar                    | 0 |                            |                            |
|  |                      | Thái Lan | 3                          |   |                            |                            |
|  | Thái Lan             | Thái Lan | 3                          | 5 |                            |                            |
|  | Thái Lan             |          |                            | 5 |                            |                            |
|  | Indonesia            | 0        |                            |   |                            |                            |
|  | Indonesia            | 0        | Trận tranh huy chương đồng |   |                            |                            |
|  |                      |          |                            |   |                            |                            |
|  | 15 tháng 6 – Kallang |          |                            |   |                            |                            |
|  |                      |          |                            |   |                            |                            |
|  | Việt Nam             | 5        |                            |   |                            |                            |
|  | Việt Nam             | 5        |                            |   |                            |                            |
|  | Indonesia            | 0        |                            |   |                            |                            |

### Các trận đấu

#### Bán kết
| Myanmar                                  | 2–1      | Việt Nam        |
| ---------------------------------------- | -------- | --------------- |
| Sithu Aung 39' (ph.đ.) · Nay Lin Tun 79' | Chi tiết | Võ Huy Toàn 71' |

| Thái Lan                                                         | 5–0      | Indonesia |
| ---------------------------------------------------------------- | -------- | --------- |
| Rungrath 13', 51' · Thitipan 29' · Narubadin 56' · Chanathip 89' | Chi tiết |           |

#### Tranh huy chương đồng
| Việt Nam                                                                                    | 5–0      | Indonesia |
| ------------------------------------------------------------------------------------------- | -------- | --------- |
| Mạc Hồng Quân 13' (ph.đ.) · Võ Huy Toàn 21', 41' · Nguyễn Hữu Dũng 45+2' · Quế Ngọc Hải 71' | Chi tiết |           |

#### Tranh huy chương vàng
| Myanmar | 0–3      | Thái Lan                                |
| ------- | -------- | --------------------------------------- |
|         | Chi tiết | Tanaboon 53' · Chananan 63' · Pinyo 78' |

### Huy chương vàng
| Bóng đá nam Đại hội Thể thao Đông Nam Á 2015 |
| -------------------------------------------- |
| · Thái Lan · Lần thứ 15                      |

## Thống kê

### Cầu thủ ghi bàn
Đã có 103 bàn thắng ghi được trong 29 trận đấu, trung bình 3.55 bàn thắng mỗi trận đấu.
5 bàn thắng
- Sithu Aung
- Chananan Pombuppha
- Võ Huy Toàn

4 bàn thắng
- Evan Dimas
- Mạc Hồng Quân

3 bàn thắng
- Chan Vathanaka
- Keo Sokpheng
- Muchlis Hadi
- Nay Lin Tun
- Rungrath Poomchantuek
- Thitipan Puangchan
- Nguyễn Công Phượng
- Tristan Do

2 bàn thắng
- Prak Mony Udom
- Ahmad Noviandani
- Phoutthasay Khochalern
- Soukchinda Natphasouk
- Syahrul Azwari Ibrahim
- Kyaw Zin Lwin
- Shine Thura
- Faris Ramli
- Chenrop Samphaodi
- Narubadin Weerawatnodom
- Nurul Sriyankem
- Lê Thanh Bình
- Quế Ngọc Hải
- Trần Phi Sơn

1 bàn thắng
- Azwan Ali Rahman
- Faiq Jefri Bolkiah
- Abduh Lestaluhu
- Wawan Pebrianto
- Bounthavy Sipasong
- Khonesavanh Sihavong
- Adam Nor Azlin
- D. Saarvindran
- Muhammad Syafiq Ahmad
- Nurridzuan Abu Hassan
- Saiful Ridzuwan Selamat
- Kaung Sat Naing
- Thiha Zaw
- Ye Ko Oo
- Ye Win Aung
- Paolo Salenga
- Shirmar Felongco
- Safirul Sulaiman
- Sahil Suhaimi
- Sheikh Abdul Hadi
- Chanathip Songkrasin
- Pakorn Parmpak
- Pinyo Inpinit
- Sarach Yooyen
- Tanaboon Kesarat
- Frangcyatma Alves
- Henrique Cruz
- Jairo Neto
- Paulo Helber
- Nguyễn Hữu Dũng
- Nguyễn Thanh Hiền
- Nguyễn Văn Toàn
- Phạm Đức Huy
- Phạm Mạnh Hùng

### Bảng xếp hạng giải đấu
| VT | Đội           | ST | T | H | B | BT | BB | HS  | Đ  | Kết quả chung cuộc  |
| -- | ------------- | -- | - | - | - | -- | -- | --- | -- | ------------------- |
| 1  | Thái Lan      | 7  | 7 | 0 | 0 | 24 | 1  | +23 | 21 | Huy chương vàng     |
| 2  | Myanmar       | 6  | 4 | 1 | 1 | 16 | 11 | +5  | 13 | Huy chương bạc      |
| 3  | Việt Nam      | 7  | 5 | 0 | 2 | 23 | 6  | +17 | 15 | Huy chương đồng     |
| 4  | Indonesia     | 6  | 3 | 0 | 3 | 11 | 15 | −4  | 9  | Hạng tư             |
|    |               |    |   |   |   |    |    |     |    |                     |
| 5  | Malaysia      | 5  | 3 | 0 | 2 | 7  | 7  | 0   | 9  | Bị loại ở vòng bảng |
| 6  | Singapore (H) | 4  | 2 | 0 | 2 | 5  | 4  | +1  | 6  | Bị loại ở vòng bảng |
| 7  | Lào           | 5  | 2 | 0 | 3 | 6  | 13 | −7  | 6  | Bị loại ở vòng bảng |
| 8  | Campuchia     | 4  | 1 | 1 | 2 | 8  | 13 | −5  | 4  | Bị loại ở vòng bảng |
| 9  | Đông Timor    | 5  | 1 | 0 | 4 | 4  | 10 | −6  | 3  | Bị loại ở vòng bảng |
| 10 | Philippines   | 4  | 0 | 0 | 4 | 2  | 11 | −9  | 0  | Bị loại ở vòng bảng |
| 11 | Brunei        | 5  | 0 | 0 | 5 | 2  | 17 | −15 | 0  | Bị loại ở vòng bảng |

## Tóm tắt huy chương

### Bảng huy chương
| Hạng               | Đoàn               | Vàng | Bạc | Đồng | Tổng số |
| ------------------ | ------------------ | ---- | --- | ---- | ------- |
| 1                  | Thái Lan (THA)     | 1    | 0   | 0    | 1       |
| 2                  | Myanmar (MYA)      | 0    | 1   | 0    | 1       |
| 3                  | Việt Nam (VIE)     | 0    | 0   | 1    | 1       |
| Tổng số (3 đơn vị) | Tổng số (3 đơn vị) | 1    | 1   | 1    | 3       |

### Danh sách huy chương
| Nội dung | Vàng | Bạc | Đồng |
| -------- | --- | --- | --- |
| Nam      | Thái Lan (THA) · Chanin Sae-Eae · Peerapat Notechaiya · Suriya Singmui · Chaowat Veerachat · Adisorn Promrak · Sarach Yooyen · Thitipan Puangchan · Artit Daosawang · Pinyo Inpinit · Nurul Sriyankem · Narubadin Weerawatnodom · Pakorn Prempak · Tanaboon Kesarat · Chanathip Songkrasin · Tristan Do · Somporn Yos · Chenrop Samphaodi · Chananan Pombuppha · Siwakorn Jakkuprasat · Rungrath Poomchantuek | Myanmar (MYA) · Kyaw Zin Phyo · Sithu Aung · Hlaing Bo Bo · Aung Show Thar Maung · Nay Lin Tun · Kaung Sat Naing · Aung Kyaw Naing · Kyaw Zin Lwin · Ko Ko Hein · Phyo Ko Ko Thein · Hein Thiha Zaw · Zon Moe Aung · Chit Su Moe · Shine Thura · Ye Ko Oo · Thiha Zaw · Ye Win Aung · Thein Naing Oo · Win Zin Oo · Aung Wai Phyo | Việt Nam (VIE) · Phạm Văn Tiến · Nguyễn Hữu Dũng · Phạm Mạnh Hùng · Nguyễn Minh Tùng · Nguyễn Công Phượng · Đỗ Duy Mạnh · Vũ Ngọc Thịnh · Huỳnh Tấn Tài · Nguyễn Huy Hùng · Quế Ngọc Hải · Lê Thanh Bình · Mạc Hồng Quân · Hồ Ngọc Thắng · Nguyễn Văn Toàn · Trần Phi Sơn · Nguyễn Thanh Hiền · Phạm Đức Huy · Võ Huy Toàn · Bùi Tiến Dũng · Phí Minh Long |